# Amy (demonio)
Amy (también llamado Auns, Avnas, Hanar o Hanni) es un demonio del Ars Goetia descrito en la Llave Menor de Solomon (como el 58.º espíritu), en el Diccionario infernal en la versión de Thomas Rudd (como Auns, también el 58.º), el Pseudomonarchia daemonum (el sexagésimo espíritu), y (como Hanni) en el Manual de Múnich de Magia Demoníaca como Presidente, apareciendo inicialmente como una llama antes de tomar una forma humana. Es convocado para enseñar astronomía y artes liberales así como para dar familiares. Incita reacciones positivas de gobernantes y, según todas las fuentes excepto el Manual de Múnich, revela tesoros. De acuerdo con Pseudomonarchia daemonum de Jean Wier:

"Se manifiesta en un llameante fuego, pero después de haber tomado forma el hombre, su oficio es dar un maravilloso conocimiento en la astrología y todas las ciencias liberales. Otorga buenos "familiares" y puede divulgar tesoros que se mantiene ocultos por los espíritus. Gobierna 36 legiones de espíritus. Pertenece a la orden de potestades, y espera después de mil doscientos años poder retornar al séptimo trono, algo poco creíble".

Gobierna sobre treinta seis legiones de demonios. Según Johann Weyer, formó parte de dos órdenes, el de ángeles y potestats (poderes) y tiene la esperanza vana de regresar al séptimo cielo después de doce siglos. Según Rudd, Amy es el opuesto del Ángel Leialel del Shemhamphorash.